# Enkianthus ruber
Enkianthus ruber är en ljungväxtart som beskrevs av Paul Louis Amans Dop. Enkianthus ruber ingår i släktet klockbuskar, och familjen ljungväxter. Inga underarter finns listade i Catalogue of Life.